# 山本製粉
山本製粉株式会社（やまもとせいふん、英: Yamamoto Seifun Co.,Ltd.）は、愛知県豊川市に本社・工場を置く日本の製粉、製麺、食品加工品会社である。

## 概要
1916年（大正5年）、豊橋市で製粉業を開業したのが会社の起源。自社製の小麦粉から乾麺、インスタントラーメンを製造している。なかでも「ポンポコラーメン」は、東三河地方で人気のインスタントラーメンのブランドである。

## 主な商品
小麦粉
- 麺用
- 中華用
- 菓子用
- パン用
- そば粉
- つなぎ粉 ほか

乾麺
- うどん
- そば
- そうめん
- ひやむぎ
- きしめん
- 中華そば

即席麺（袋麺）
- ポンポコラーメン（醤油・味噌・塩）
- ポンポコ焼そば
- 旨華楼中華そば（醤油・塩・豚骨味噌・魚介豚骨醤油）

カップ麺
- ポンポコラーメンカップ（醤油・塩・豚骨・スパイシーカレー）
- ポンポコ庵シリーズ
  - ふわりとした天ぷらうどん
  - ふわりとした天ぷらそば
- 旨華楼五目とろみラーメン（醤油・塩）

冷凍麺
- うどん
- そば
- 中華麺

### OEM供給先
- 寿がきや食品
- 株式会社NID
- 神戸物産（業務スーパー）